# سیالان
| 1 | علم‌کوه    |
| 2 | آزادکوه   |
| 3 | دماوند    |
| 4 | دوبرار    |
| 5 | دوخواهران |
| 6 | قلعه‌گردن  |
| 7 | گرگ       |
| 8 | خلنو      |
| 9 | مهرچال    |

| 10 | میشینه‌مرگ       |
| 11 | ناز             |
| 12 | شاه البرز       |
| 13 | سیالان          |
| 14 | توچال           |
| 15 | وروشت           |
| 16 | پهنه‌حصار        |
|    | D پیست دیزین    |
|    | E امامزاده هاشم |

|  | K تونل کندوان |
|  | * سد لتیان    |
|  | ** سد لار     |
|  | ‎-۲۵–۵۰۰ متر   |
|  | ‎۵۰۰–۱۵۰۰ متر  |
|  | ‎۱۵۰۰–۲۵۰۰ متر |
|  | ‎۲۵۰۰–۳۵۰۰ متر |
|  | ‎۳۵۰۰–۴۵۰۰ متر |
|  | ‎۴۵۰۰–۵۶۱۰ متر |

| 1 | علم‌کوه    |
| 2 | آزادکوه   |
| 3 | دماوند    |
| 4 | دوبرار    |
| 5 | دوخواهران |
| 6 | قلعه‌گردن  |
| 7 | گرگ       |
| 8 | خلنو      |
| 9 | مهرچال    |

| 10 | میشینه‌مرگ       |
| 11 | ناز             |
| 12 | شاه البرز       |
| 13 | سیالان          |
| 14 | توچال           |
| 15 | وروشت           |
| 16 | پهنه‌حصار        |
|    | D پیست دیزین    |
|    | E امامزاده هاشم |

|  | K تونل کندوان |
|  | * سد لتیان    |
|  | ** سد لار     |
|  | ‎-۲۵–۵۰۰ متر   |
|  | ‎۵۰۰–۱۵۰۰ متر  |
|  | ‎۱۵۰۰–۲۵۰۰ متر |
|  | ‎۲۵۰۰–۳۵۰۰ متر |
|  | ‎۳۵۰۰–۴۵۰۰ متر |
|  | ‎۴۵۰۰–۵۶۱۰ متر |

| 1 | الموت  |
| 2 | چالوس  |
| 3 | دوهزار |
| 4 | هراز   |

| 5 | جاجرود |
| 6 | کرج    |
| 7 | کجور   |
| 8 | لار    |

| 9  | نور    |
| 10 | سرداب  |
| 11 | سه‌هزار |
| 12 | شاه‌رود |

| 1 | الموت  |
| 2 | چالوس  |
| 3 | دوهزار |
| 4 | هراز   |

| 5 | جاجرود |
| 6 | کرج    |
| 7 | کجور   |
| 8 | لار    |

| 9  | نور    |
| 10 | سرداب  |
| 11 | سه‌هزار |
| 12 | شاه‌رود |

| 1 | آمل |

| 2 | چالوس |

| 3 | کرج |

| 1 | آمل |

| 2 | چالوس |

| 3 | کرج |

سیالان (محلی: سیو لان) نام کوهی است که در منطقهٔ کوهستانیِ البرز مرکزی و در مرز استان‌های مازندران و قزوین قرار گرفته‌است. این کوه از شمال به درهٔ دوهزار و دشت‌دریاسر شهرستان تنکابن در استان مازندران و از جنوب به بخش رودبار الموت شرقی در استان قزوین مشرف است. قلهٔ سیالان ۴۱۷۵ متر از سطح دریا ارتفاع دارد. این قله یک جان‌پناه در سمت شمالی و یکی در سمت جنوبی دارد و می‌توان از سه مسیر به سیالان صعود کرد. از نوک قله سیالان می‌توان کوه‌های تخت سلیمان، قله علم کوه، قله شاه رشید و قله سماموس و تکه ای از قله زیبای دماوند را تماشا کرد.

## مسیرهای صعود
به صورت کلی قله سیالان را می‌توان از مسیر شمالی، جنوبی و خط‌الراس صعود کرد که مسیرهای شمالی و جنوبی به ترتیب از دره‌های دوهزار و هنیز پیمایش می‌شوند.
- مسیر شمالی که از روستای عسل محله در ارتفاع حدود ۱۳۰۰ متری آغاز می‌شود و با گذر از دشت‌دریاسر در ارتفاع ۱۷۰۰ متری و جان‌پناه یادبود در ارتفاع ۱۹۰۰ متری و عبور از گوسفندسرای ونی، به گردنه بین قله‌های سیالان و کندیگان می‌رسد که با ادامه مسیر به سمت غرب به قله سیالان منتهی می‌شود. این مسیر به نسبت دیگر مسیرها درازتر می‌باشد.
- مسیر جنوبی از روستای هنیز در ارتفاع ۲۲۰۰ متری آغاز می‌شود و با پیمایش به سوی شمال و گذر از چشمه تونل برفی به جان‌پناه سیالان در ارتفاع ۳۲۵۰ متری می‌رسد و پس از آن با صعود به گردنه و حرکت به سمت شرق می‌توان به قله سیالان رسید.
- مسیر دیگر با گذر از کنار رودخانهٔ تارولات و در انتها با صعود به سمت راست یال می‌توان به قله رسید.
- مسیر خط‌الراسی که با صعود به قله خشچال و سپس قله کندیکان و پیمایش خط‌الراس به قله سیالان منتهی می‌شود.

## موقعیت جغرافیایی
قله سیالان را می‌توان شرقی‌ترین و بلندترین قله در خط‌الرأسی غربی–شرقی در نظر گرفت که شامل قله‌های اصلی سماموس، خشچال، کندیگان و سیالان است. این خط‌الرأس از جنوبِ قله سماموس آغاز می‌شود و به سوی شرق تا قله سیالان و دره سه هزار ادامه می‌یابد. دامنه‌های شمالی قله سیالان در منطقهٔ تنکابن قرار دارد؛ به طوری که دامنه‌های شمال شرقی به دره سه‌هزار و دامنه‌های شمال غربی به دره دوهزار می‌رسد. همچنین دامنه‌های جنوبی آن به شهرستان قزوین و دره الموت مشرف است.

## دید از قله
در صورت صاف بودن هوا می‌توان از روی قله سیالان، قله‌های منطقه تخت سلیمان و هفت خوان را در شرق و جنوب شرق، قله‌های خشچال و سماموس را در غرب و شمال غرب و شاه البرز را در جنوب شرقی مشاهده کرد.

## توضیحات بیشتر
کوه سیالان سرچشمه رودخانه‌های تنگه چال، هردورود، رود دریاسر و اتان رود می‌باشد که همگی جزو حوضه آبریز دریای خزر محسوب می‌شوند. در مورد وجه تسمیه این قله روایت‌های گوناگونی است؛ بعضی علت را سنگ‌های فراوان سیاه بر روی قله می‌دانند و برخی باد شدید و هوای سرد قله را که منجر به تیره شدن پوست می‌شود. بعضی دیگر ابرهای سیاه قله یا اینکه روی قله به دلیل پایین بودن میزان اکسیژن چشم به سیاهی می‌رود را علت نامگذاری می‌دانند؛ ولی علتی که بیشتر عقلانی به نظر می‌رسد وجود سه یال از قله‌های کندیگان، بلس کوه و خانه‌بن به این قله می‌باشد.